# Legaia 2: Duel Saga
Legaia 2: Duel Saga, cunoscut sub numele de Legaia: Duel Saga (レガイア デュエルサーガ?)  în Japonia, este un joc video de rol pe ture din 2001 și o continuare a jocului Legend of Legaia.

## Gameplay-ul
Jucătorul folosește blocuri de puzzle pentru arte.

## Prezentare
Un grup de proscriși cutreieră lumea. Trei pietre magice controlează creația vie.

## Recepție
Jocul a primit un scor mediu de 70,46% pe GameRankings pe baza a 40 de recenzii  și 67% la Metacritic pe baza a 21 de recenzii. Famitsu a clasat jocul pe locul șase și a vândut 40.302 de copii în prima săptămână. A fost clasat pe locul 198 de către Dengeki Online cu 53.808 de exemplare.